# Prunus ×fruticans
Hybride
Parent  probable A  de l'hybridation 
  Prunus domestica 
×

Parent  probable B de l'hybridation 
  Prunus spinosa 
Classification phylogénétique
Le prunellier à gros fruits, Prunus ×fruticans, synonyme de Prunus spinosa var. macrocarpa Wallr, voire pour certains botanistes de Prunus domestica subsp insititia est une espèce de plantes à fleurs de la famille des Rosaceae. C'est un arbrisseau fruitier de 1 à 3 m de haut, proche du prunier et du prunelier.